# Phyllanthus utricularis
Phyllanthus utricularis är en emblikaväxtart som beskrevs av Airy Shaw och Grady Linder Webster. Phyllanthus utricularis ingår i släktet Phyllanthus och familjen emblikaväxter. Inga underarter finns listade i Catalogue of Life.